# Augustin Hespelle
Augustin Hespelle, né le 9 décembre 1731 à Neuville-Saint-Vaast et mort dans la même ville le 12 novembre 1802, est un abbé, théologien et écrivain auteur d'ouvrages sur la religion catholique.

## Biographie

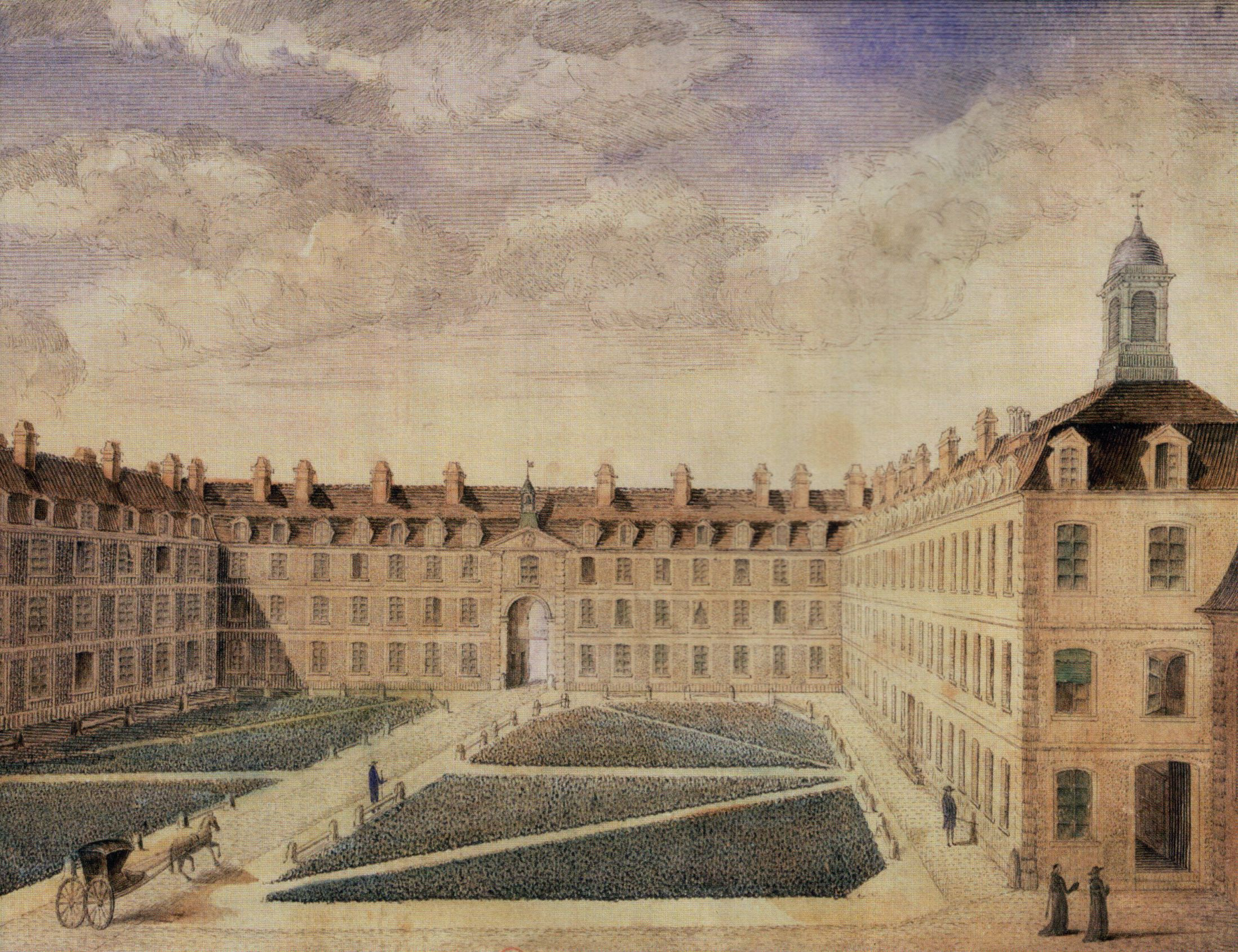
Caserne abritant l'Hôpital des Quinze-Vingts, estampe de 1809.

Augustin Hespelle est docteur en théologie de la Faculté de Paris et chanoine à l'hôpital des Quinze-Vingts à Paris.
Le 21 mars 1767, il est nommé curé de Dunkerque par l'Université mais ne peut appliquer pas cette charge car elle est contestée localement par un autre curé : l'abbé Bertrand Thierry. Un procès oppose les deux ecclésiastiques, chacun des deux faisant référence à des usages et à des textes anciens, mais contradictoires, pour affirmer leurs revendications, notamment le concordat de 1516. La contestation est portée auprès du Conseil du roi qui ne peut la trancher. L'abbé Thierry reste alors curé de Dunkerque tandis qu'Augustin Hespelle se qualifie de « curé nommé de Dunkerque ».
Au début des années 1780, l'abbé Hespelle s'oppose au cardinal de Rohan, nommé administrateur de l'hôpital des Quinze-vingts en 1779, lors de « l'affaire des Quinze-vingts » liée au déménagement de l'hôpital de la rue Saint-Honoré à son emplacement actuel dans l'ancienne caserne des Mousquetaires-Noirs. Il est renvoyé à la suite de cette opposition.
Au cours de la Révolution, Augustin Hespelle s'exile aux Pays-Bas où il continue d'écrire des ouvrages sur le catholicisme.